# Rhorus neustriae
Rhorus neustriae är en stekelart som först beskrevs av Franz Paula von Schrank 1802.  Rhorus neustriae ingår i släktet Rhorus och familjen brokparasitsteklar. Arten är reproducerande i Sverige. Utöver nominatformen finns också underarten R. n. nigriventris.